# Himalayasnöhöna
Himalayasnöhöna (Tetraogallus himalayensis) är en asiatisk fågel i familjen fasanfåglar inom ordningen hönsfåglar.

## Utseende
Himalayasnöhönan är en stor (54-72 cm) snöhöna. På halsen syns kastanjefärgade band. Bröstet är vitt och kontrasterar med den grå undersidan, med kastanjebruna streck på flankerna. I flykten syns ordentligt med vitt i handpennorna, men lite i armpennorna, samt att övergumpen är grå.

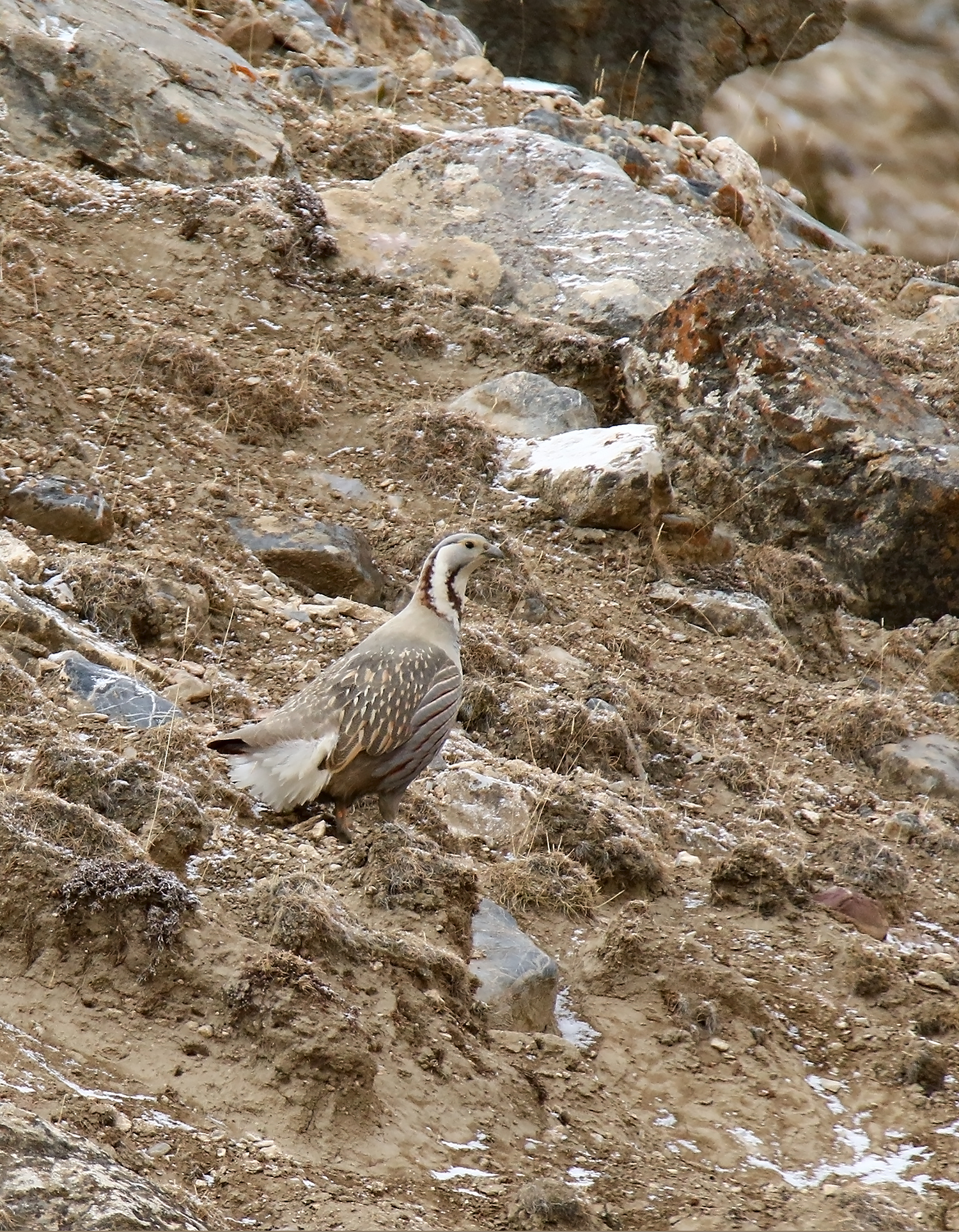

## Läten
Himalayasnöhönan är en ljudlig fågel. Bland lätena hörs ett accelererande kacklande ljud och en vissling som i engelsk litteratur återges "curlee wi wi".

## Utbredning och systematik
Himalayasnöhöna delas oftast in i sex underarter:
- Tetraogallus himalayensis sauricus – förekommer i Tarbagataibergen i östra Kazakstan och västra Kina
- Tetraogallus himalayensis sewerzowi – förekommer i Tien Shanbergen i västra Kina och östra Kazakstan
- Tetraogallus himalayensis incognitus – förekommer i bergen i södra Tadzjikistan och norra Afghanistan
- Tetraogallus himalayensis himalayensis – förekommer från östra Afghanistan till nordvästra Indien och Nepal
- Tetraogallus himalayensis grombczewskii – förekommer i norra Tibet och södra Xinjiang
- Tetraogallus himalayensis koslowi – förekommer i sydvästra Xinjiang, norra Qinghai och sydvästra Gansu i sydvästra Kina.

Vissa inkluderar sauricus i sewerzowi.

Himalayasnöhönans utbredningsområde.

Under 1960- och 70-talet infördes ett antal himalayasnöhöns till Nevada, USA från Hunza i Pakistan och har etablerat en population i Ruby Mountains.

## Levnadssätt
Himalayasnöhönan återfinns på öppna bergssluttningar från precis nedanför trädgränsen upp till snögränsen, på ungefär mellan 2500 och 6000 meters höjd. Små flockar flyger nedåt på morgonen för att systematiskt födosöka sig uppför under dagen, huvudsakligen efter frön och annan vegetabilisk föda. I en uppskrapad grop i marken lägger de fem till tio ägg som enbart ruvas av honan. Hanen hjälper dock till med att föda upp ungarna.

## Status och hot
Arten har ett stort utbredningsområde och en stor population med stabil utveckling som inte tros vara utsatt för något substantiellt hot. Utifrån dessa kriterier kategoriserar internationella naturvårdsunionen IUCN arten som livskraftig (LC).